# Майже ровесники
«Майже ровесники» («Почти ровесники») — радянський художній фільм 1984 року, знятий режисеркою Тетяною Піменовою на Кіностудії ім. М. Горького.

## Сюжет
Випускник педагогічного інституту — вчитель літератури В'ячеслав Кузьмін — стає класним керівником та найкращим другом хлопців десятого, випускного, класу.

## У ролях
- Михайло Морозов — В'ячеслав Андрійович Кузьмін
- Олена Новосельська — Оля
- Юра Жуков — Петя
- Іван Іменітов — Мишко
- Василь Чернишов — Олег
- Даша Гальчук — Олена
- Ольга Дольникова — Катя
- Люба Виноградова — Люба
- Володимир Петров — Філіп Антонович Никольський, літній учитель
- Вероніка Косенкова — директорка школи
- Анна Ісайкіна — Наталка, дружина В'ячеслава
- Неллі Вітепаш — мама Наташі та Максима
- Любов Германова — Лариса Никольська, онука вчителя
- Валентина Клягіна — продавчиня у букіністичному магазині
- Людмила Дмитрієва — хвора
- Ірина Калиновська — мама Олі
- Георгій Склянський — покупець книг
- Леонід Калиновський — батько Олі
- Анатолій Борисов — дідусь Олі
- Вадим Елік — лікар
- Олексій Ясулович — Максим, брат Наташі, юний художник
- Л. Болховітінов — епізод
- Ж. Гур'янова — епізод
- О. Масалова — епізод
- Геннадій Богданов — епізод
- Леонід Громов — епізод
- Олег Фомін — хуліган
- Павло Остроухов — випускник

## Знімальна група
- Режисерка — Тетяна Піменова
- Сценарист — Денис Драгунський
- Оператор — В'ячеслав Звонилкін
- Композитори — Роман Леденьов, Андрій Леденьов
- Художник — Віктор Власков